# Menesida planifrons
Menesida planifrons är en skalbaggsart som beskrevs av Friedrich F. Tippmann 1951. Menesida planifrons ingår i släktet Menesida och familjen långhorningar. Inga underarter finns listade i Catalogue of Life.